# 우부카타 토우

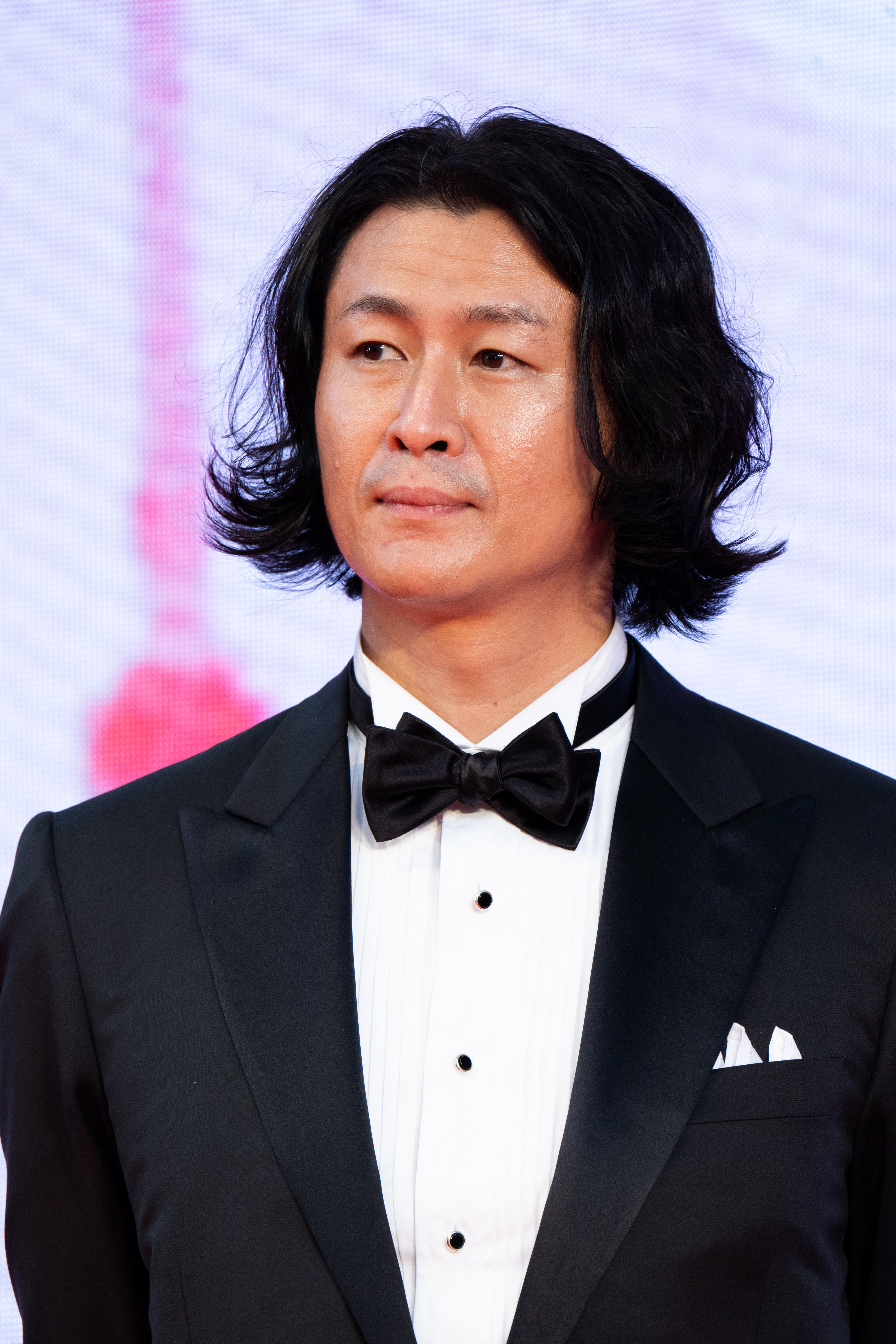
우부타카 토우

우부카타 토우(일본어: 冲方 丁, 1977년 2월 14일 ~ )는 일본의 라이트 노벨 작가, SF 작가, 게임 제작자, 만화 원작자, 애니메이션 제작자이다.

## 개요
1977년, 기후현 가카미가하라시에서 태어나 4세부터 9세까지 싱가포르, 10세부터 14세까지 네팔에서 살게된다. 그 후 사이타마 현립 가와고에 고등학교 입학. 와세다 대학교 제1 문학부 중퇴.
현재는 후쿠시마현 후쿠시마시에 거주하고 있다. 소설뿐만이 아니라 여러 미디어 분야에 걸쳐 활동하고 있다. 일본SF작가쿨럽 회원. 《마르두크 스크럼블》로 일본 SF 대상, 《천지명찰》로 요시카와 에이지 문학 신인상, 혼야 대상을 수상을 받았으며 제 143회 나오키 상 후보에 오르기도 했다.